# Estación de Pátzcuaro
Pátzcuaro fue una estación de trenes que se encuentra en Pátzcuaro, Michoacán.

## Historia
La estación se edificó sobre la línea de Acámbaro a Pátzcuaro, la cual fue construida por el antiguo Ferrocarril Nacional de México, esto mediante la concesión número 10 del 13 de septiembre de 1880. Los trabajos de construcción los llevó a cabo la Compañía Constructora Nacional Mexicana, la cual, posteriormente se consolidó como Compañía del Camino de Fierro Nacional Mexicana con la facultad de poder operar este ferrocarril.